# Lijst van rijksmonumenten in Delft/Oude Delft
De Zuid-Hollandse stad Delft telt 178 inschrijvingen in het rijksmonumentenregister die zijn gelegen aan of bij de Oude Delft. Hieronder een overzicht van deze monumenten.
| Object | Oorspronkelijke functie?  | Bouwjaar                                                            | Architect                          | Locatie                                                                                     | Coördinaten?                 | Nr.?   | Afbeelding |
| --- | ------------------------- | ------------------------------------------------------------------- | ---------------------------------- | ------------------------------------------------------------------------------------------- | ---------------------------- | ------ | --- |
| Twee panden achter breed voorgedeelte met dwars schilddak en gepleisterde lijstgevel ter breedte van zeven vensterassen | Woonhuis                  | 17e eeuw                                                            |                                    | Kethelstraat 22 Oude Delft 1-3                                                              | 52° 0' 21" NB, 4° 21' 37" OL | 11972  | Meer afbeeldingen |
| Pand met schilddak en eenvoudige lijstgevel | Werk-woonhuis             | eerste helft 19e eeuw                                               |                                    | Oude Delft 5-7                                                                              | 52° 0' 21" NB, 4° 21' 37" OL | 11973  | Meer afbeeldingen |
| Pand met lijstgevel later bepleisterd | Woonhuis                  | eerste helft 19e eeuw                                               |                                    | Oude Delft 5-7                                                                              | 52° 0' 22" NB, 4° 21' 37" OL | 11974  | Pand met lijstgevel later bepleisterd |
| Statig neo-klassicistisch pand met lijstgevel, voorzien van midden- en zijrisaliet en attiek op de kroonlijst | Woonhuis                  | tweede kwart 19e eeuw                                               |                                    | Oude Delft 15-17                                                                            | 52° 0' 22" NB, 4° 21' 36" OL | 11975  | Meer afbeeldingen |
| Perceelsgedeelte waarvan de gevel een geheel vormt met de buurnummers 15/17. Gevel voorzien van risaliet. Vensters met hoofdgestellen en consoles                                                                             | Woonhuis                  |                                                                     |                                    | Oude Delft 21                                                                               | 52° 0' 22" NB, 4° 21' 36" OL | 11976  | Meer afbeeldingen |
| Pand met gepleisterde lijstgevel | Woonhuis                  | derde kwart 19e eeuw (vensteromlijstingen)                          |                                    | Oude Delft 31                                                                               | 52° 0' 23" NB, 4° 21' 36" OL | 11977  | Meer afbeeldingen |
| Pand met gepleisterde lijstgevel | Woonhuis                  | derde kwart 19e eeuw (vensteromlijstingen)                          |                                    | Oude Delft 33                                                                               | 52° 0' 23" NB, 4° 21' 35" OL | 11978  | Pand met gepleisterde lijstgevel |
| Pand met eenvoudige lijstgevel | Woonhuis                  | 18e eeuw                                                            |                                    | Oude Delft 35                                                                               | 52° 0' 24" NB, 4° 21' 35" OL | 11979  | Meer afbeeldingen |
| Pand met eenvoudige lijstgevel met bewerkte lijst | Woonhuis                  | 18e eeuw                                                            |                                    | Oude Delft 37                                                                               | 52° 0' 24" NB, 4° 21' 35" OL | 11980  | Pand met eenvoudige lijstgevel met bewerkte lijst |
| Oost-Indisch Huis | Woonhuis                  | 1631 en ouder                                                       |                                    | Oost-Indiëplaats 1-2 Oude Delft 39                                                          | 52° 0' 24" NB, 4° 21' 35" OL | 11981  | Oost-Indisch Huis |
| Pand met grote klokgevel | Opslag                    | eerste helft 18e eeuw                                               |                                    | Oude Delft 39c                                                                              | 52° 0' 24" NB, 4° 21' 33" OL | 11982  | Meer afbeeldingen |
| De Witte Hoorn | Woonhuis                  | eerste kwart 19e eeuw                                               |                                    | Oude Delft 45                                                                               | 52° 0' 26" NB, 4° 21' 33" OL | 11983  | Meer afbeeldingen |
| Pand onder schilddak en met lijstgevel | Handel en kantoor         | tweede kwart 18e eeuw                                               |                                    | Oude Delft 47                                                                               | 52° 0' 26" NB, 4° 21' 33" OL | 11984  | Meer afbeeldingen |
| Fundatie Renswoude. Monumentale lijstgevel | Woonhuis                  | 1759                                                                |                                    | Oude Delft 49                                                                               | 52° 0' 26" NB, 4° 21' 33" OL | 11985  | Meer afbeeldingen |
| Pand met twee puntgevels xviia, met natuurstenen banden, geblokte ontlastingsbogen | Woonhuis                  | 17e/19e eeuw                                                        |                                    | Barbarasteeg 4 Oude Delft 51-53                                                             | 52° 0' 26" NB, 4° 21' 32" OL | 11986  | Meer afbeeldingen |
| Sint-Barbaraklooster | Klooster, kloosteronderdl | 1550 (jaartal)                                                      |                                    | Barbarasteeg 7-9 Oude Delft 55-57                                                           | 52° 0' 28" NB, 4° 21' 30" OL | 11987  | Meer afbeeldingen |
| Pand met puntgevel waarvan de top met vlechtingen, kruis- en tweelichtskozijnen met luiken | Woonhuis                  | eerste helft 17e eeuw (pand) eerste kwart 14e eeuw (onderpui)       |                                    | Oude Delft 65                                                                               | 52° 0' 29" NB, 4° 21' 30" OL | 11988  | Meer afbeeldingen |
| Pand met puntgevel. Topgevel met vlechtingen, houten kruis- en tweelichtskozijnen en luiken. Onderpui | Woonhuis                  | eerste helft 17e eeuw (pand) eerste kwart 19e eeuw (onderpui)       |                                    | Oude Delft 67                                                                               | 52° 0' 29" NB, 4° 21' 30" OL | 11989  | Meer afbeeldingen |
| Pand met strakke lijstgevel ter breedte van vijf vensterassen ca | Woonhuis                  | ca. 1800                                                            |                                    | Oude Delft 71                                                                               | 52° 0' 29" NB, 4° 21' 30" OL | 11990  | Meer afbeeldingen |
| De Witte Roos | Woonhuis                  | 16e eeuw en later                                                   |                                    | Oude Delft 73                                                                               | 52° 0' 30" NB, 4° 21' 30" OL | 11991  | Meer afbeeldingen |
| Portugal | Woonhuis                  | ca. 1800                                                            |                                    | Oude Delft 75                                                                               | 52° 0' 31" NB, 4° 21' 30" OL | 11992  | Meer afbeeldingen |
| Pand met eenvoudige, gepleisterde lijstgevel | Woonhuis                  | eerste helft 19e eeuw                                               |                                    | Oude Delft 79                                                                               | 52° 0' 31" NB, 4° 21' 29" OL | 11993  | Meer afbeeldingen |
| Pand met eenvoudige lijstgevel ter breedte van vier vensterassen | Woonhuis                  | eerste kwart 19e eeuw                                               |                                    | Oude Delft 81                                                                               | 52° 0' 31" NB, 4° 21' 29" OL | 11994  | Meer afbeeldingen |
| Pand met lijstgevel met in de kroonlijst triglyphen en metopen | Woonhuis                  | eerste kwart 19e eeuw                                               |                                    | Oude Delft 83                                                                               | 52° 0' 32" NB, 4° 21' 29" OL | 11995  | Meer afbeeldingen |
| Pand met lijstgevel, in de kroonlijst triglyphen en metopen | Woonhuis                  | eerste kwart 19e eeuw                                               |                                    | Oude Delft 81h, 85-87                                                                       | 52° 0' 31" NB, 4° 21' 28" OL | 11996  | Pand met lijstgevel, in de kroonlijst triglyphen en metopen |
| Zeer langgerekt gebouw van parterre en verdieping evenwijdig aan de gracht, waarachter oudere panden. Lijstgevel ter breedte 21 vensterassen met pleisterdecoratie, waarin gebosseerde pilasters.                             | Onderwijs en wetenschap   | midden 19e eeuw                                                     |                                    | Oude Delft 87a-l, 89-91x                                                                    | 52° 0' 33" NB, 4° 21' 28" OL | 11997  | Meer afbeeldingen |
| Pand met lagere bovenverdieping en dwars schilddak | Onderwijs en wetenschap   | eerste kwart 19e eeuw                                               |                                    | Oude Delft 91y-93                                                                           | 52° 0' 34" NB, 4° 21' 27" OL | 11998  | Meer afbeeldingen |
| Monumentaal patriciershuis | Onderwijs en wetenschap   | tweede kwart 18e eeuw                                               |                                    | Oude Delft 95                                                                               | 52° 0' 34" NB, 4° 21' 26" OL | 11999  | Meer afbeeldingen |
| Hoekpand Smitssteeg, met schilddak en lijstgevel. In de verdieping schuiframen. Stoeppalen | Woonhuis                  | eerste kwart 19e eeuw (pand) tweede helft 19e eeuw (pui)            |                                    | Oude Delft 97 Smitsteeg 11                                                                  | 52° 0' 35" NB, 4° 21' 26" OL | 12000  | Meer afbeeldingen |
| Pand van parterre en twee verdiepingen onder dwars zadeldak tussen puntgevels | Werk-woonhuis             | 18e eeuw                                                            |                                    | Oude Delft 99                                                                               | 52° 0' 35" NB, 4° 21' 26" OL | 12001  | Meer afbeeldingen |
| Pand onder dwars zadeldak met gepleisterde lijstgevel | Handel en kantoor         | eerste helft 19e eeuw                                               |                                    | Oude Delft 101                                                                              | 52° 0' 35" NB, 4° 21' 26" OL | 12002  | Pand onder dwars zadeldak met gepleisterde lijstgevel |
| Gepleisterd hoekpand met hoog schilddak | Handel en kantoor         | 19e eeuw (karakter)                                                 |                                    | Oude Delft 105                                                                              | 52° 0' 36" NB, 4° 21' 25" OL | 12003  | Meer afbeeldingen |
| Pand met lijstgevel | Woonhuis                  | tweede kwart 19e eeuw                                               |                                    | Oude Delft 111                                                                              | 52° 0' 37" NB, 4° 21' 24" OL | 12004  | Meer afbeeldingen |
| Pand onder dwars schilddak en met gepleisterde lijstgevel | Woonhuis                  | eerste helft 19e eeuw                                               |                                    | Oude Delft 111a-b                                                                           | 52° 0' 37" NB, 4° 21' 24" OL | 12005  | Meer afbeeldingen |
| Twee, in de parterre samengetrokken panden onder schilddaken met dakkapellen. Hoekpand Kloksteeg. Eenvoudige lijstgevels. Nr. 113 heeft een gepleisterde gevel                                                                | Woonhuis                  | tweede kwart 18e eeuw                                               |                                    | Kloksteeg 29 Oude Delft 113-115                                                             | 52° 0' 37" NB, 4° 21' 24" OL | 12006  | Twee, in de parterre samengetrokken panden onder schilddaken met dakkapellen. Hoekpand Kloksteeg. Eenvoudige lijstgevels. Nr. 113 heeft een gepleisterde gevel             |
| Hoekpand Kloksteeg met omlopend schilddak en eenvoudige gevel van drie vensterassen onder rijk gesneden Lod. XIV-lijst. In de Kloksteeg tuinmuur met poortje en gevelsteen                                                    | Woonhuis                  | mogelijk tweede kwart 18e eeuw                                      |                                    | Oude Delft 119                                                                              | 52° 0' 38" NB, 4° 21' 24" OL | 12007  | Hoekpand Kloksteeg met omlopend schilddak en eenvoudige gevel van drie vensterassen onder rijk gesneden Lod. XIV-lijst. In de Kloksteeg tuinmuur met poortje en gevelsteen |
| Patriciershuis | Werk-woonhuis             | tweede helft 18e eeuw                                               |                                    | Oude Delft 121                                                                              | 52° 0' 38" NB, 4° 21' 24" OL | 12008  | Meer afbeeldingen |
| Sociëteit "Tyche" (Delftsche Studenten Bond) | Woonhuis                  | tweede kwart 18e eeuw (voorste gedeelte) 18e eeuw (roedenverdeling) |                                    | Oude Delft 123                                                                              | 52° 0' 38" NB, 4° 21' 23" OL | 12009  | Meer afbeeldingen |
| Pand met dwars zadeldak en lage bovenverdieping | Woonhuis                  | eerste helft 19e eeuw                                               |                                    | Oude Delft 125                                                                              | 52° 0' 38" NB, 4° 21' 23" OL | 12010  | Meer afbeeldingen |
| Pand onder schilddak en met gepleisterde lijstgevel | Woonhuis                  | eerste kwart 19e eeuw                                               |                                    | Oude Delft 127                                                                              | 52° 0' 39" NB, 4° 21' 23" OL | 12011  | Pand onder schilddak en met gepleisterde lijstgevel |
| Pand onder dwars schilddak en met lijstgevel | Woonhuis                  | derde kwart 19e eeuw                                                |                                    | Oude Delft 129-131                                                                          | 52° 0' 39" NB, 4° 21' 22" OL | 12012  | Meer afbeeldingen |
| Pand onder dwars schilddak en met gesausde lijstgevel | Werk-woonhuis             | eerste helft 19e eeuw                                               |                                    | Oude Delft 135                                                                              | 52° 0' 39" NB, 4° 21' 23" OL | 12013  | Meer afbeeldingen |
| Patriciershuis met lijstgevel ter breedte van zes vensterassen | Handel en kantoor         | derde kwart 18e eeuw                                                |                                    | Oude Delft 141                                                                              | 52° 0' 40" NB, 4° 21' 22" OL | 12014  | Meer afbeeldingen |
| Pand met lage bovenverdieping en schilddak | Woonhuis                  | eerste helft 19e eeuw                                               |                                    | Oude Delft 143                                                                              | 52° 0' 40" NB, 4° 21' 22" OL | 12015  | Meer afbeeldingen |
| Pand met schilddak, waarin dakkapel met vleugelstukken | Woonhuis                  | eerste helft 19e eeuw                                               |                                    | Oude Delft 145                                                                              | 52° 0' 40" NB, 4° 21' 22" OL | 12016  | Meer afbeeldingen |
| Pandje ter breedte van een vensteras met zadeldak, waarin dakkapel met vleugelstukken | Woonhuis                  | eerste helft 18e eeuw (deur)                                        |                                    | Oude Delft 147                                                                              | 52° 0' 40" NB, 4° 21' 22" OL | 12017  | Meer afbeeldingen |
| Pand onder schilddak met eenvoudige lijstgevel | Woonhuis                  | eerste helft 19e eeuw                                               |                                    | Oude Delft 149                                                                              | 52° 0' 40" NB, 4° 21' 21" OL | 12018  | Meer afbeeldingen |
| Pand onder dwars schilddak en lagere bovenverdieping | Woonhuis                  | eerste helft 19e eeuw                                               |                                    | Oude Delft 151                                                                              | 52° 0' 41" NB, 4° 21' 21" OL | 12019  | Meer afbeeldingen |
| Pand met eenvoudige lijstgevel waarin geprofileerde, houten vensteromlijstingen | Woonhuis                  | tweede kwart 19e eeuw                                               |                                    | Oude Delft 155                                                                              | 52° 0' 41" NB, 4° 21' 21" OL | 12020  | Meer afbeeldingen |
| Pand met hoog schilddak, bekroond door siervaas | Werk-woonhuis             | derde kwart 17e eeuw                                                |                                    | Oude Delft 157                                                                              | 52° 0' 41" NB, 4° 21' 21" OL | 12021  | Meer afbeeldingen |
| Pand onder hoog, dwars schilddak, waarin dakkapel met vleugelstukken | Werk-woonhuis             | 17e eeuw (pand)                                                     |                                    | Oude Delft 159                                                                              | 52° 0' 41" NB, 4° 21' 21" OL | 12022  | Meer afbeeldingen |
| Pand onder dwars schilddak en met gepleisterde lijstgevel van drie vensterassen | Woonhuis                  | tweede kwart 19e eeuw                                               |                                    | Oude Delft 161                                                                              | 52° 0' 41" NB, 4° 21' 20" OL | 12023  | Meer afbeeldingen |
| Pand met lijstgevel en dwars zadeldak | Woonhuis                  | 18e eeuw                                                            |                                    | Oude Delft 163                                                                              | 52° 0' 42" NB, 4° 21' 21" OL | 12024  | Meer afbeeldingen |
| Pand onder dwars schilddak en met vier assen brede lijstgevel | Woonhuis                  | 18e eeuw                                                            |                                    | Oude Delft 165                                                                              | 52° 0' 42" NB, 4° 21' 20" OL | 12025  | Meer afbeeldingen |
| Gemeenlandshuis | Woonhuis                  | ca. 1530 1888-1891 (rest.) 1931-1933 (rest.)                        |                                    | Oude Delft 167 Phoenixstraat 32                                                             | 52° 0' 42" NB, 4° 21' 20" OL | 12026  | Meer afbeeldingen |
| Het Wapen van Savoyen | Woonhuis                  | 16e eeuw (oorsprong) ca. 1960 (rest.)                               |                                    | Oude Delft 169                                                                              | 52° 0' 43" NB, 4° 21' 19" OL | 12027  | Meer afbeeldingen |
| Waalse kerk (Kapel van het St.-Agathaklooster) | Kerk en kerkonderdeel     | ca. 1470                                                            |                                    | Oude Delft 179-181                                                                          | 52° 0' 44" NB, 4° 21' 17" OL | 12028  | Meer afbeeldingen |
| Prinsenhof | Klooster, kloosteronderdl | ca. 1400 (gesticht)                                                 |                                    | Oude Delft 175-183a Schoolstraat 1-11 Sint Agathaplein 1-4                                  | 52° 0' 45" NB, 4° 21' 18" OL | 12029  | Meer afbeeldingen |
| Hoekpand Schoolstraat. Pand onder omlopend schilddak; achterhuis onder schilddak evenwijdig aan de Schoolstraat. Eenvoudige lijstgevel met in het fries verdiepte velden. Geprofileerde vensterdorpels                        | Woonhuis                  | 18e eeuw                                                            |                                    | Oude Delft 189                                                                              | 52° 0' 46" NB, 4° 21' 17" OL | 12030  | Meer afbeeldingen |
| Volle Maan | Woonhuis                  | 16e eeuw                                                            |                                    | Oude Delft 189                                                                              | 52° 0' 46" NB, 4° 21' 17" OL | 12031  | Volle Maan |
| Pand onder schilddak en met eenvoudige lijstgevel | Werk-woonhuis             | eerste kwart 19e eeuw                                               |                                    | Oude Delft 195                                                                              | 52° 0' 46" NB, 4° 21' 18" OL | 12032  | Meer afbeeldingen |
| Conglomeraat van onderdelen onder afzonderlijke schilddaken | Woonhuis                  | 17e-18e eeuw                                                        |                                    | Oude Delft 197                                                                              | 52° 0' 47" NB, 4° 21' 17" OL | 12033  | Meer afbeeldingen |
| Museum Lambert van Meerten | Woonhuis                  | 1893                                                                |                                    | Oude Delft 199                                                                              | 52° 0' 47" NB, 4° 21' 17" OL | 12034  | Meer afbeeldingen |
| Deftig patriciershuis onder ten dele omlopend schilddak | Woonhuis                  | laatste kwart 18e eeuw                                              |                                    | Oude Delft 201                                                                              | 52° 0' 47" NB, 4° 21' 17" OL | 12035  | Meer afbeeldingen |
| Patriciershuis met lijstgevel van vijf vensterassen | Woonhuis                  | tweede kwart 18e eeuw                                               |                                    | Oude Delft 203                                                                              | 52° 0' 48" NB, 4° 21' 16" OL | 12036  | Meer afbeeldingen |
| Monumentaal patriciershuis ter breedte van vijf vensterassen en met omlopend schilddak, waarop hoekschoorstenen | Woonhuis                  | tweede kwart 18e eeuw                                               |                                    | Oude Delft 205                                                                              | 52° 0' 48" NB, 4° 21' 15" OL | 12037  | Meer afbeeldingen |
| Pand met eenvoudige lijstgevel (ca | Woonhuis                  | ca. 1800                                                            |                                    | Oude Delft 207                                                                              | 52° 0' 48" NB, 4° 21' 15" OL | 12038  | Meer afbeeldingen |
| Pand onder dwars schilddak en met eenvoudige lijstgevel van vijf vensterassen | Woonhuis                  | laatste helft 18e eeuw                                              |                                    | Bagijnhof 31-241 Oude Delft 209                                                             | 52° 0' 49" NB, 4° 21' 15" OL | 12039  | Meer afbeeldingen |
| Pand onder dwars zadeldak en met eenvoudige lijstgevel van vijf vensterassen. Fraai gesmeed stoephek | Woonhuis                  | laatste kwart 18e eeuw                                              |                                    | Oude Delft 211                                                                              | 52° 0' 49" NB, 4° 21' 15" OL | 12040  | Meer afbeeldingen |
| Bagijnhofpoort | Erfscheiding              |                                                                     |                                    | Bagijnhofpoort tussen Oude Delft 219 en 121                                                 | 52° 0' 50" NB, 4° 21' 14" OL | 12041  | Meer afbeeldingen |
| Breed pand van parterre en verdieping onder dwars zadeldak. Gepleisterde lijstgevel van vijf vensterassen. Geprofileerde, houten vensteromlijstingen                                                                          | Woonhuis                  | midden 19e eeuw                                                     |                                    | Oude Delft 217                                                                              | 52° 0' 50" NB, 4° 21' 14" OL | 12042  | Breed pand van parterre en verdieping onder dwars zadeldak. Gepleisterde lijstgevel van vijf vensterassen. Geprofileerde, houten vensteromlijstingen                       |
| Pand met hoog, dwars schilddak en gesausde lijstgevel van vijf vensterassen. Gesneden deur, Lod. XVI in pilasteromlijsting. Stoep met stoeppalen                                                                              | Woonhuis                  | 17e-18e eeuw eerste helft 19e eeuw (gevel)                          |                                    | Oude Delft 223                                                                              | 52° 0' 51" NB, 4° 21' 14" OL | 12043  | Meer afbeeldingen |
| Pand met schilddak en lijstgevel met oude pui. Stoep met stoeppaal | Woonhuis                  | ca. 1800                                                            |                                    | Oude Delft 225                                                                              | 52° 0' 51" NB, 4° 21' 14" OL | 12044  | Meer afbeeldingen |
| Pand met lage bovenverdieping en schilddak. Gepleisterde lijstgevel. Stoeppaal | Woonhuis                  | tweede kwart 19e eeuw                                               |                                    | Oude Delft 227                                                                              | 52° 0' 51" NB, 4° 21' 14" OL | 12045  | Meer afbeeldingen |
| Hoekpand Bagijnensteeg. Twee panden, elk onder een schilddak en met gepleisterde lijstgevels met in de kroonlijst liggende vensters                                                                                           | Woonhuis                  | tweede kwart 19e eeuw                                               |                                    | Oude Delft 229-231                                                                          | 52° 0' 51" NB, 4° 21' 13" OL | 12046  | Meer afbeeldingen |
| Hoekpand Bagijnensteeg. Deftig en sober herenhuis. Aan de voorzijde dwars schilddak. Drie vensterassen brede lijstgevel met pilasteromlijsting van de nog oorspronkelijke deur. Stoep met stoeppalen en hekken                | Woonhuis                  | ca. 1800                                                            |                                    | Bagijnestraat 46 Oude Delft 233                                                             | 52° 0' 52" NB, 4° 21' 13" OL | 12047  | Meer afbeeldingen |
| Pand met aan de voorzijde dwars schilddak en eenvoudige lijstgevel met pilasteromlijsting van de deur | Woonhuis                  | ca. 1800                                                            |                                    | Oude Delft 237                                                                              | 52° 0' 52" NB, 4° 21' 13" OL | 12048  | Meer afbeeldingen |
| Pand onder hoog schilddak, waarin dakkapel met vleugelstukken. Eenvoudige lijstgevel | Woonhuis                  | eerste helft 19e eeuw                                               |                                    | Oude Delft 239                                                                              | 52° 0' 52" NB, 4° 21' 13" OL | 12049  | Meer afbeeldingen |
| Pand met aan de voorzijde dwars schilddak en zeer rijk behandelde Lod. XIV gevel, in de kroonlijst gedateerd | Woonhuis                  | 1741                                                                |                                    | Oude Delft 241                                                                              | 52° 0' 52" NB, 4° 21' 13" OL | 12050  | Meer afbeeldingen |
| Pand met eenvoudige gevel onder houten kroonlijst | Woonhuis                  | wellicht 17e eeuw (oorsprong)                                       |                                    | Oude Delft 243                                                                              | 52° 0' 52" NB, 4° 21' 13" OL | 12051  | Meer afbeeldingen |
| Pand met dwars schilddak en lijstgevel | Woonhuis                  | vroeg 19e eeuw (karakter)                                           |                                    | Oude Delft 249                                                                              | 52° 0' 53" NB, 4° 21' 12" OL | 12052  | Meer afbeeldingen |
| Pand met schilddak. Voorgevel onder houten kroonlijst | Woonhuis                  | 16e of 17e eeuw (oorsprong)                                         |                                    | Oude Delft 253                                                                              | 52° 0' 53" NB, 4° 21' 12" OL | 12053  | Meer afbeeldingen |
| Pand, waarvan de trapgevel van zijn top is beroofd en afgedekt door een kroonlijst. Boven de vensters van de eerste verdieping geblokte ontlastingsbogen                                                                      | Woonhuis                  | 17e eeuw (trapgevel)                                                |                                    | Oude Delft 255                                                                              | 52° 0' 53" NB, 4° 21' 12" OL | 12054  | Meer afbeeldingen |
| Pand, waarvan de voorgevel is afgedekt door een houten kroonlijst. Eenvoudige deuromlijsting met onder het hoofdgestel gesneden palmetconsoles                                                                                | Woonhuis                  | 17e eeuw                                                            |                                    | Dirklangenstraat 61 Oude Delft 257                                                          | 52° 0' 54" NB, 4° 21' 12" OL | 12055  | Meer afbeeldingen |
| Hoekpand Breestraat onder schilddak. Voor en achtergevels onder rechte lijsten; IJsselstenen zij- en achtergevels. Deur met eenvoudige pilasteromlijsting en bovenlicht; Empireramen. Stoep met stoeppalen                    | Woonhuis                  | 18e eeuw                                                            |                                    | Oude Delft 2                                                                                | 52° 0' 28" NB, 4° 21' 33" OL | 12056  | Meer afbeeldingen |
| Pand onder schilddak en met lijstgevel | Woonhuis                  | ca. 1800                                                            |                                    | Oude Delft 4                                                                                | 52° 0' 28" NB, 4° 21' 33" OL | 12057  | Pand onder schilddak en met lijstgevel |
| Huis, met zadeldak tussen puntgevels. Parterre met verdieping; vijf vensterassen; middenrisaliet. De met een kroonlijst afgedekte, gepleisterde gevel. Zesruitsschuiframen. Stoep met waaiervormige zijhekken                 | Woonhuis                  | 16e eeuw (huis) waarschijnlijk tweede kwart 19e eeuw (gevel)        |                                    | Oude Delft 6                                                                                | 52° 0' 28" NB, 4° 21' 33" OL | 12058  | Meer afbeeldingen |
| Pand met eenvoudig lijstgeveltje. Onderpui met hardsteen bekleed geprofileerde houten vensteromlijstingen in de verdieping met hoofdgestellen                                                                                 | Woonhuis                  | midden 19e eeuw                                                     |                                    | Oude Delft 14                                                                               | 52° 0' 30" NB, 4° 21' 32" OL | 12059  | Pand met eenvoudig lijstgeveltje. Onderpui met hardsteen bekleed geprofileerde houten vensteromlijstingen in de verdieping met hoofdgestellen                              |
| Pand onder hoog schilddak. Gepleisterde lijstgevel, waarin geprofileerde houten vensteromlijstingen. Stoep met mooie, gecanneleerde stoeppalen                                                                                | Woonhuis                  | mogelijk 17e eeuw (pand) midden 19e eeuw (gevel)                    |                                    | Oude Delft 16                                                                               | 52° 0' 30" NB, 4° 21' 32" OL | 12060  | Meer afbeeldingen |
| In oorsprong pand van drie vensterassen, te linkerzijde later met twee assen uitgebreid. Zadeldak tussen puntgevels. Eenvoudige deuromlijsting met pilasters, stoep met smeedijzeren hek in Lod. XIV-vormen. Hardstenen plint | Woonhuis                  | laatste kwart 18e eeuw                                              |                                    | Oude Delft 18                                                                               | 52° 0' 30" NB, 4° 21' 31" OL | 12061  | Meer afbeeldingen |
| Pand met gevel, van lage bovenverdieping en rechte lijst voorzien. Deuromlijsting met verdiepte pilasters en gesneden Lod. XIV- consoles. Stoep met hardstenen palen en hek                                                   | Woonhuis                  | 18e/19e eeuw                                                        |                                    | Oude Delft 24                                                                               | 52° 0' 31" NB, 4° 21' 31" OL | 12062  | Meer afbeeldingen |
| Pand onder zadeldak en met lijstgevel | Woonhuis                  | tweede kwart 18e eeuw                                               |                                    | Oude Delft 26                                                                               | 52° 0' 31" NB, 4° 21' 31" OL | 12063  | Meer afbeeldingen |
| Pand, met gepleisterde gevel onder rechte lijst, geprofileerde vensteromlijstingen en deuromlijsting met eenvoudige pilasters en hoofdgestel. Hardstenen plint                                                                | Woonhuis                  | 17e eeuw                                                            |                                    | Oude Delft 28                                                                               | 52° 0' 31" NB, 4° 21' 31" OL | 12064  | Meer afbeeldingen |
| Pand, gepleisterde gevel met overblijfselen van trapgevel, afgedekt met rechte lijst. Gave pui | Woonhuis                  | 17e eeuw (pand) eerste helft 19e eeuw (pui)                         |                                    | Oude Delft 30                                                                               | 52° 0' 31" NB, 4° 21' 31" OL | 12065  | Meer afbeeldingen |
| Patriciershuis ter breedte van vijf vensterassen; parterre en verdieping met hoog schilddak, waarin dakkapellen met geprofileerde gebogen afdekkingen                                                                         | Woonhuis                  |                                                                     |                                    | Nickersteeg 1-3b / Oude Delft 36                                                            | 52° 0' 32" NB, 4° 21' 30" OL | 12066  | Meer afbeeldingen |
| . Monumentaal pand van parterre en verdieping; latere lijst met vensters tussen de consoles. Breedte van zeven vensterassen. Hoog schilddak                                                                                   | Woonhuis                  | 1614 (jaartal) eerste helft 19e eeuw (lijst)                        |                                    | Oude Delft 38                                                                               | 52° 0' 33" NB, 4° 21' 30" OL | 12067  | Meer afbeeldingen |
| Pand ter breedte van drie vensterassen, begane-grond met twee verdiepingen | Woonhuis                  | eerste kwart 19e eeuw                                               |                                    | Oude Delft 46                                                                               | 52° 0' 33" NB, 4° 21' 29" OL | 12068  | Meer afbeeldingen |
| Pand ter breedte van vijf vensterassen, parterre, verdieping en lage bovenverdieping | Woonhuis                  |                                                                     |                                    | Oude Delft 48                                                                               | 52° 0' 34" NB, 4° 21' 29" OL | 12069  | Meer afbeeldingen |
| Pand met hoog omlopend schilddak. Lijstgevel met ingang. Oude kozijnen. Stoep met stoephek | Woonhuis                  | late middeleeuwen (kern) 18e eeuw (lijstgevel)                      |                                    | Oude Delft 50                                                                               | 52° 0' 34" NB, 4° 21' 29" OL | 12070  | Meer afbeeldingen |
| Pand met hoog omlopend schilddak. Stoep met stoephek | Woonhuis                  | late middeleeuwen (kern)                                            |                                    | Oude Delft 52                                                                               | 52° 0' 34" NB, 4° 21' 29" OL | 12071  | Meer afbeeldingen |
| Pand onder dwars schilddak, drie vensterassen, parterre en twee verdiepingen. Eenvoudige lijstgevel met fraaie deuromlijsting en kalf, gesneden in empirestijl. Versierde hardstenen plint. Stoeppalen met kettingen          | Woonhuis                  | eerste kwart 19e eeuw (gevel)                                       |                                    | Oude Delft 56                                                                               | 52° 0' 35" NB, 4° 21' 28" OL | 12072  | Meer afbeeldingen |
| Statig pand ter breedte van vier vensterassen, parterre en verdiepingen. Dwars schilddak. Eenvoudige lijstgevel met pilasters in de deuromlijsting                                                                            | Woonhuis                  | eerste helft 19e eeuw                                               |                                    | Oude Delft 58                                                                               | 52° 0' 35" NB, 4° 21' 28" OL | 12073  | Meer afbeeldingen |
| Pand onder hoog schilddak waarin deuromlijsting met pilasters en hoofdgestel | Woonhuis                  | mogelijk 17e eeuw (pand) laatste kwart 18e eeuw (gevel)             |                                    | Oude Delft 60                                                                               | 52° 0' 35" NB, 4° 21' 28" OL | 12074  | Meer afbeeldingen |
| Pand onder schilddak en met gepleisterde gevel onder rechte lijst | Woonhuis                  | mogelijk eerste helft 16e eeuw (pand) eerste helft 19e eeuw (gevel) |                                    | Oude Delft 64                                                                               | 52° 0' 35" NB, 4° 21' 28" OL | 12075  | Meer afbeeldingen |
| Huis met lage bovenverdieping en gepleisterde gevel onder rechte lijst. Rechts een stoeppaal | Woonhuis                  | late middeleeuwen (huis) eerste helft 19e eeuw (lijst)              |                                    | Oude Delft 66                                                                               | 52° 0' 35" NB, 4° 21' 27" OL | 12076  | Meer afbeeldingen |
| Pand met lage bovenverdieping en eenvoudige lijstgevel | Woonhuis                  | 1850 (jaartal)                                                      |                                    | Oude Delft 68                                                                               | 52° 0' 36" NB, 4° 21' 27" OL | 12077  | Meer afbeeldingen |
| Pand met in pleister gebosseerde parterre en lijstgevel | Woonhuis                  | mogelijk 17e eeuw (pand) eerste helft 19e eeuw (gevel)              |                                    | Oude Delft 70                                                                               | 52° 0' 36" NB, 4° 21' 27" OL | 12078  | Meer afbeeldingen |
| Pand onder een dwars schilddak met nr 70 met gepleisterde lijstgevel | Woonhuis                  | mogelijk 17e eeuw (pand) eerste helft 19e eeuw (gevel)              |                                    | Oude Delft 72                                                                               | 52° 0' 36" NB, 4° 21' 27" OL | 12079  | Meer afbeeldingen |
| Pand ter breedte van vier vensterassen en bestaande uit begane-grond met twee verdiepingen | Woonhuis                  | 19e eeuw                                                            |                                    | Oude Delft 74                                                                               | 52° 0' 36" NB, 4° 21' 27" OL | 12080  | Meer afbeeldingen |
| Hoekpand Peperstraat met moderne zijgevel | Woonhuis                  | derde kwart 19e eeuw                                                |                                    | Oude Delft 82 Peperstraat 2                                                                 | 52° 0' 37" NB, 4° 21' 26" OL | 12081  | Meer afbeeldingen |
| Pand van parterre en twee verdiepingen | Woonhuis                  | midden 19e eeuw                                                     |                                    | Oude Delft 86                                                                               | 52° 0' 37" NB, 4° 21' 26" OL | 12082  | Meer afbeeldingen |
| Pand onder hoog schilddak en met brede lijstgevel van drie vensterassen | Werk-woonhuis             | mogelijk 17e eeuw (pand) eerste kwart 19e eeuw (lijstgevel)         |                                    | Oude Delft 88                                                                               | 52° 0' 38" NB, 4° 21' 26" OL | 12083  | Meer afbeeldingen |
| Pand met lijstgevel | Werk-woonhuis             | mogelijk 18e eeuw (pand) derde kwart 19e eeuw (lijstgevel)          |                                    | Oude Delft 90-92                                                                            | 52° 0' 38" NB, 4° 21' 26" OL | 12084  | Meer afbeeldingen |
| Pand van parterre, verdieping en zolderverdieping | Woonhuis                  | mogelijk 18e eeuw                                                   |                                    | Oude Delft 94                                                                               | 52° 0' 38" NB, 4° 21' 25" OL | 12085  | Meer afbeeldingen |
| Pakhuis met hoge, gepleisterde puntgevel, waarin kleine vensters in rijen van vijf en vier ter verlichting van de zolders | Opslag                    | mogelijk 16e eeuw                                                   |                                    | Oude Delft 96                                                                               | 52° 0' 38" NB, 4° 21' 25" OL | 12086  | Meer afbeeldingen |
| Pand met eenvoudige lijstgevel | Woonhuis                  | eerste helft 19e eeuw                                               |                                    | Oude Delft 98                                                                               | 52° 0' 39" NB, 4° 21' 26" OL | 12087  | Meer afbeeldingen |
| Nathan Straushuis | Woonhuis                  | ca. 1800                                                            |                                    | Oude Delft 106                                                                              | 52° 0' 39" NB, 4° 21' 25" OL | 12088  | Meer afbeeldingen |
| Het Meisjeshuis | Onderwijs en wetenschap   | 1769                                                                |                                    | Oude Delft 112                                                                              | 52° 0' 40" NB, 4° 21' 24" OL | 12089  | Meer afbeeldingen |
| Sint-Hippolytuskapel | Kapel                     | ca. 1400                                                            |                                    | Oude Delft 118                                                                              | 52° 0' 40" NB, 4° 21' 24" OL | 12090  | Meer afbeeldingen |
| Pand van parterre en twee verdiepingen | Woonhuis                  | eerste helft 19e eeuw                                               |                                    | Oude Delft 120                                                                              | 52° 0' 41" NB, 4° 21' 23" OL | 12091  | Meer afbeeldingen |
| Pand onder schilddak | Woonhuis                  | mogelijk 17e eeuw                                                   |                                    | Oude Delft 126                                                                              | 52° 0' 42" NB, 4° 21' 22" OL | 12092  | Meer afbeeldingen |
| Sober, monumentaal pand ter breedte van vijf vensterassen | Woonhuis                  | 17e eeuw                                                            |                                    | Oude Delft 128                                                                              | 52° 0' 42" NB, 4° 21' 22" OL | 12093  | Meer afbeeldingen |
| Pand ter breedte van twee vensterassen | Woonhuis                  |                                                                     |                                    | Oude Delft 130                                                                              | 52° 0' 42" NB, 4° 21' 22" OL | 12094  | Meer afbeeldingen |
| Poort | Erfscheiding              |                                                                     |                                    | Poort tussen Oude Delft 130 en 132                                                          | 52° 0' 42" NB, 4° 21' 23" OL | 12095  | Poort |
| Twee panden, elk van parterre en verdieping met hoog schilddak; samengetrokken achter een gepleisterde gevel met kroonlijst                                                                                                   | Woonhuis                  | mogelijk 17e eeuw (bouw) 18e eeuw (samengetrokken)                  |                                    | Oude Delft 132                                                                              | 52° 0' 42" NB, 4° 21' 22" OL | 12096  | Meer afbeeldingen |
| Twee panden, elk van parterre en twee verdiepingen; samengetrokken achter een lijstgevel en onder een dwars schilddak tot een huis van vijf vensterassen                                                                      | Woonhuis                  | mogelijk 18e eeuw (bouw) ca. 1800 (samengetrokken)                  |                                    | Oude Delft 136                                                                              | 52° 0' 43" NB, 4° 21' 21" OL | 12097  | Meer afbeeldingen |
| Pand onder schilddak en met eenvoudige lijstgevel | Woonhuis                  | ca. 1800                                                            |                                    | Oude Delft 138                                                                              | 52° 0' 43" NB, 4° 21' 21" OL | 12098  | Meer afbeeldingen |
| Breed pand onder dwars zadeldak, parterre, verdieping en lage bovenverdieping | Werk-woonhuis             | eerste helft 19e eeuw (karakter)                                    |                                    | Oude Delft 140                                                                              | 52° 0' 44" NB, 4° 21' 21" OL | 12099  | Meer afbeeldingen |
| Monumentaal hoekpand Heilige Geestkerkhof. Breedte vier en diepte twee vensterassen, parterre en twee verdiepingen. Omlopend schilddak, waarin dakkapellen met gebogen afdekkingen, vleugelstukken en luiken                  | Woonhuis                  | tweede helft 18e eeuw                                               |                                    | Oude Delft 142                                                                              | 52° 0' 44" NB, 4° 21' 21" OL | 12100  | Meer afbeeldingen |
| Pand ter breedte van drie vensterassen | Woonhuis                  | ca. 1800                                                            |                                    | Oude Delft 148                                                                              | 52° 0' 46" NB, 4° 21' 19" OL | 12101  | Meer afbeeldingen |
| Eenvoudig pand met lijstgevel | Woonhuis                  | midden 19e eeuw                                                     |                                    | Oude Delft 150                                                                              | 52° 0' 47" NB, 4° 21' 19" OL | 12102  | Meer afbeeldingen |
| Pand met grote, gepleisterde klokgevel afgedekt door een geprofileerd fronton | Woonhuis                  | mogelijk 18e eeuw (pand) eerste kwart 19e eeuw (winkelpui)          |                                    | Oude Delft 152                                                                              | 52° 0' 47" NB, 4° 21' 19" OL | 12103  | Meer afbeeldingen |
| Pand van drie vensterassen onder hoog, dwars zadeldak | Woonhuis                  | ca. 1800                                                            |                                    | Oude Delft 154                                                                              | 52° 0' 47" NB, 4° 21' 19" OL | 12104  | Meer afbeeldingen |
| Pand met gepleisterde lijstgevel | Woonhuis                  | tweede kwart 18e eeuw                                               |                                    | Oude Delft 156                                                                              | 52° 0' 47" NB, 4° 21' 19" OL | 12105  | Meer afbeeldingen |
| Pand ter breedte van drie vensterassen, parterre met twee verdiepingen | Woonhuis                  | ca. 1800                                                            |                                    | Oude Delft 158                                                                              | 52° 0' 47" NB, 4° 21' 19" OL | 12106  | Meer afbeeldingen |
| Pand van drie vensterassen, parterre en twee verdiepingen met dwars schilddak | Woonhuis                  | eerste helft 19e eeuw                                               |                                    | Oude Delft 162                                                                              | 52° 0' 48" NB, 4° 21' 18" OL | 12107  | Meer afbeeldingen |
| Pand van parterre en verdieping met hoog, omlopend schilddak, waarin twee dakvensters met vleugelstukken | Woonhuis                  | 16e eeuw (oorsprong)                                                |                                    | Oude Delft 164                                                                              | 52° 0' 48" NB, 4° 21' 18" OL | 12108  | Meer afbeeldingen |
| Pand van drie vensterassen, parterre met twee verdiepingen en dwars schilddak | Woonhuis                  | mogelijk 18e eeuw                                                   |                                    | Oude Delft 166                                                                              | 52° 0' 48" NB, 4° 21' 18" OL | 12109  | Meer afbeeldingen |
| Pand van parterre en twee verdiepingen ter breedte van drie vensters | Woonhuis                  | 18e eeuw                                                            |                                    | Oude Delft 168                                                                              | 52° 0' 48" NB, 4° 21' 18" OL | 12110  | Meer afbeeldingen |
| Pand onder schilddak | Woonhuis                  | eerste helft 19e eeuw                                               |                                    | Oude Delft 170                                                                              | 52° 0' 48" NB, 4° 21' 18" OL | 12111  | Meer afbeeldingen |
| In den Pluym | Woonhuis                  | eerste helft 19e eeuw                                               |                                    | Oude Delft 172                                                                              | 52° 0' 48" NB, 4° 21' 18" OL | 12112  | Meer afbeeldingen |
| Pand onder dwars zadeldak, parterre met twee verdiepingen, vier vensterassen. Strakke, sobere lijstgevel. Stoep met vroeg-19e-eeuwse stoephek                                                                                 | Woonhuis                  | midden 19e eeuw                                                     |                                    | Oude Delft 174                                                                              | 52° 0' 49" NB, 4° 21' 17" OL | 12113  | Meer afbeeldingen |
| Pand van twee vensterassen en twee verdiepingen onder schilddak | Woonhuis                  | derde kwart 19e eeuw                                                |                                    | Oude Delft 176                                                                              | 52° 0' 49" NB, 4° 21' 17" OL | 12114  | Meer afbeeldingen |
| Hoekpand Baljuwsteeg. Schilddak en lijstgevel met Lod. XIV- consoles, in de lijst doorstotende bovenvensters, geprofileerde raamdorpels en deur met pilasteromlijsting                                                        | Woonhuis                  | tweede kwart 18e eeuw                                               |                                    | Oude Delft 178                                                                              | 52° 0' 49" NB, 4° 21' 17" OL | 12115  | Meer afbeeldingen |
| Pand op de hoek van de Baljuwsteeg, parterre met verdieping en twee evenwijdige dwarse schilddaken, zes vensterassen | Handel en kantoor         | late middeleeuwen                                                   |                                    | Oude Delft 180                                                                              | 52° 0' 49" NB, 4° 21' 17" OL | 12116  | Meer afbeeldingen |
| Pand van twee vensterassen, parterre, verdieping en zolderverdieping, schilddak | Woonhuis                  | 16e eeuw (oorsprong)                                                |                                    | Oude Delft 184                                                                              | 52° 0' 50" NB, 4° 21' 16" OL | 12117  | Meer afbeeldingen |
| Pandje onder dwars schilddak | Woonhuis                  | mogelijk 17e eeuw                                                   |                                    | Oude Delft 186                                                                              | 52° 0' 50" NB, 4° 21' 16" OL | 12118  | Meer afbeeldingen |
| Pand van parterre en verdieping onder een hoog schilddak met het nr | Woonhuis                  | mogelijk 17e eeuw                                                   |                                    | Oude Delft 188                                                                              | 52° 0' 50" NB, 4° 21' 16" OL | 12119  | Meer afbeeldingen |
| Pand van parterre en verdieping onder een hoog schilddak met het nr | Woonhuis                  | mogelijk 17e eeuw                                                   |                                    | Oude Delft 190                                                                              | 52° 0' 50" NB, 4° 21' 16" OL | 12120  | Meer afbeeldingen |
| Statig herenhuis onder dwars schilddak, waarop rechts een hoekschoorsteen met geprofileerde afdekking | Woonhuis                  | mogelijk 17e eeuw                                                   |                                    | Oude Delft 194                                                                              | 52° 0' 51" NB, 4° 21' 15" OL | 12121  | Meer afbeeldingen |
| Pand onder schilddak en met eenvoudige gevel onder rechte lijst | Woonhuis                  | mogelijk 17e eeuw                                                   |                                    | Oude Delft 196                                                                              | 52° 0' 51" NB, 4° 21' 15" OL | 12122  | Meer afbeeldingen |
| Pand met schilddak | Woonhuis                  | eerste helft 19e eeuw                                               |                                    | Oude Delft 198                                                                              | 52° 0' 51" NB, 4° 21' 15" OL | 12123  | Meer afbeeldingen |
| Breed herenhuis van twee verdiepingen en vijf assen | Handel en kantoor         | mogelijk 17e eeuw                                                   |                                    | Oude Delft 200                                                                              | 52° 0' 51" NB, 4° 21' 15" OL | 12124  | Meer afbeeldingen |
| Pand van twee verdiepingen met dwars schilddak en drie vensterassen | Woonhuis                  | eerste kwart 19e eeuw                                               |                                    | Oude Delft 204                                                                              | 52° 0' 52" NB, 4° 21' 15" OL | 12125  | Meer afbeeldingen |
| Eenvoudige lijstgevel voor een pand van drie assen en twee verdiepingen | Woonhuis                  | eerste kwart 19e eeuw                                               |                                    | Oude Delft 206                                                                              | 52° 0' 52" NB, 4° 21' 15" OL | 12126  | Eenvoudige lijstgevel voor een pand van drie assen en twee verdiepingen |
| Pand met eenvoudige lijstgevel | Woonhuis                  | ca. 1800 (lijstgevel)                                               |                                    | Oude Delft 208                                                                              | 52° 0' 52" NB, 4° 21' 14" OL | 12127  | Meer afbeeldingen |
| Pand met hoog schilddak en statige gevel onder rechte lijst | Woonhuis                  | 16e eeuw                                                            |                                    | Oude Delft 210                                                                              | 52° 0' 52" NB, 4° 21' 14" OL | 12128  | Meer afbeeldingen |
| Pand onder schilddak | Woonhuis                  | mogelijk 17e eeuw                                                   |                                    | Oude Delft 212                                                                              | 52° 0' 52" NB, 4° 21' 14" OL | 12129  | Pand onder schilddak |
| Pand van vijf vensterassen en met een verdieping | Woonhuis                  | 18e eeuw                                                            |                                    | Oude Delft 214                                                                              | 52° 0' 53" NB, 4° 21' 14" OL | 12130  | Meer afbeeldingen |
| Pand van drie assen en een verdieping | Woonhuis                  | mogelijk 16e eeuw                                                   |                                    | Oude Delft 216                                                                              | 52° 0' 53" NB, 4° 21' 14" OL | 12131  | Meer afbeeldingen |
| Den dubbel soeten kauw | Woonhuis                  | mogelijk 18e eeuw                                                   |                                    | Oude Delft 224                                                                              | 52° 0' 54" NB, 4° 21' 13" OL | 12132  | Meer afbeeldingen |
| Pand onder hoog, dwars zadeldak | Woonhuis                  | mogelijk 16e eeuw                                                   |                                    | Oude Delft 234                                                                              | 52° 0' 54" NB, 4° 21' 13" OL | 12133  | Meer afbeeldingen |
| Poortgebouw met bovenwoning behorende bij het kerkcomplex | Kerk en kerkonderdeel     | 1909                                                                | A. van der Lee                     | Oude Delft 100 woonhuis met poortdoorgang naar de Genestetkerk onderdeel van complex 525257 | 52° 0' 38" NB, 4° 21' 25" OL | 525258 | Meer afbeeldingen |
| Genestetkerk | Kerk en kerkonderdeel     | 1896                                                                | L. Couvée                          | Oude Delft 102                                                                              | 52° 0' 39" NB, 4° 21' 27" OL | 525259 | Meer afbeeldingen |
| Herenhuis in een Eclectische overgangsstijl met invloeden van de in de bouwtijd in de mode gerakende art nouveau | Woonhuis                  | 1899                                                                | G. Versteeg                        | Oude Delft 22                                                                               | 52° 0' 31" NB, 4° 21' 31" OL | 525312 | Meer afbeeldingen |
| Herenhuis met bijbehorende stoeppalen | Woonhuis                  | 1898                                                                | S. van Eck                         | Oude Delft 77                                                                               | 52° 0' 31" NB, 4° 21' 29" OL | 525313 | Meer afbeeldingen |
| voormalige herenhuis ('Jongenshuis') | Woonhuis                  | 1892                                                                | G. v.d. Kaaden                     | Oude Delft 137                                                                              | 52° 0' 39" NB, 4° 21' 22" OL | 525320 | Meer afbeeldingen |
| Herenhuis met bijbehorende stoep en stoeppalen | Woonhuis                  | 1885                                                                | J.P. Henneveld                     | Oude Delft 134                                                                              | 52° 0' 43" NB, 4° 21' 22" OL | 525347 | Herenhuis met bijbehorende stoep en stoeppalen |
| Hoekpand Oude Delft. Pand ter diepte van zes assen, parterre en twee verdiepingen, schilddak. Eenvoudige voorgevel met lage bovenverdieping en kroonlijst                                                                     | Werk-woonhuis             | 17e eeuw                                                            |                                    | Oude Delft 103/Binnenwatersloot 37                                                          | 52° 0' 35" NB, 4° 21' 26" OL | 11720  | Meer afbeeldingen |
| Bagijnhofbrug | Brug                      | 16e eeuw (oorsprong) 1702 (vernieuwd) 1946 (rest.)                  |                                    | Bagijnhofbrug over Oude Delft, t.o. Bagijnhof                                               | 52° 0' 50" NB, 4° 21' 15" OL | 12273  | Meer afbeeldingen |
| Bartholomeusbrug | Brug                      | 1808 (sluitsteen)                                                   |                                    | Bartholomeusbrug over Oude Delft, t.o. Oude Kerkstoren                                      | 52° 0' 45" NB, 4° 21' 19" OL | 12274  | Bartholomeusbrug |
| Harmen Schinkelbrug | Brug                      | 1924 (vernieuwd)                                                    |                                    | Harmen Schinkelbrug over Oude Delft, t.o. Schoolstraat en Oude Kerkstraat                   | 52° 0' 46" NB, 4° 21' 18" OL | 12282  | Harmen Schinkelbrug |
| Heilige Geestbrug | Brug                      | 1939 (vernieuwd)                                                    |                                    | Heilige Geestbrug over Oude Delft, t.o. H. Geestkerkhof                                     | 52° 0' 44" NB, 4° 21' 20" OL | 12283  | Heilige Geestbrug |
| Sint Jansbrug | Brug                      | 1773                                                                |                                    | Sint Jansbrug over Oude Delft t.o. Nickersteeg                                              | 52° 0' 32" NB, 4° 21' 29" OL | 12287  | Meer afbeeldingen |
| Jeronymusbrug | Brug                      | 1924 (vernieuwd)                                                    |                                    | Jeronymusbrug over Oude Delft t.o. Nieuwstraat                                              | 52° 0' 40" NB, 4° 21' 23" OL | 12288  | Jeronymusbrug |
| Roosbrug | Brug                      | 1733 (steentje)                                                     |                                    | Roosbrug over Oude Delft/Noordeinde t.o. Dirklangenstraat                                   | 52° 0' 54" NB, 4° 21' 12" OL | 12299  | Meer afbeeldingen |
| Weesbrug | Brug                      | 1573 (sluitsteen)                                                   |                                    | Weesbrug over Oude Delft t.o. Breestraat                                                    | 52° 0' 27" NB, 4° 21' 33" OL | 12309  | Meer afbeeldingen |
| Mauriciusbrug | Brug                      | 1872                                                                | C.J. de Bruyn Kops. (vermoedelijk) | Mauriciusbrug, over Oude Delft, t.o. Peperstraat. onderdeel van complex 525254              | 52° 0' 37" NB, 4° 21' 23" OL | 525255 | Meer afbeeldingen |